# Łarisa Biergien
Łarisa Abramowna Biergien, obecnie Gonczarowa (ros. Лариса Абрамовна Берген (Гончарова), ur. 22 lipca 1949 w Akmolińsku, zm. 7 kwietnia 2023) – siatkarka pochodząca z Kazachstanu, reprezentantka Związku Radzieckiego, srebrna medalistka letnich igrzysk olimpijskich, złota medalistka pucharu świata i mistrzostw Europy.

## Życiorys
Biergien grała w reprezentacji Związku Radzieckiego w latach 1971-1977. Zdobyła złoty medal podczas mistrzostw Europy 1971 we Włoszech i 1975 w Jugosławii. W 1973 tryumfowała podczas pucharu świata w Urugwaju. Wystąpiła na igrzyskach olimpijskich 1976 odbywających się w Montrealu. Zagrała wówczas we wszystkich meczach turnieju, w tym w przegranym finale z Japonkami.
Była zawodniczką celinogradzkiego klubu ADK w latach 1966–1971, a następnie moskiewskiego Dynama do 1978. Z moskiewskim Dinamem w mistrzostwach ZSRR czterokrotnie tryumfowała w 1972, 1973, 1975 i 1977, zajęła 2. miejsce w 1974 i 3. miejsce w 1978. Karierę sportową zakończyła w 1978. Po zakończeniu kariery sportowej pracowała jako trener.
Za osiągnięcia sportowe przyznano jej tytuł mistrz sportu ZSRR klasy międzynarodowej.
Była żydowskiego pochodzenia. Mieszkała w Moskwie. Zmarła 7 kwietnia 2023 roku.